# 仁慈天父堂
仁慈天父堂（義大利語：Dio Padre Misericordioso）又名千禧堂（英語：Jubilee Church），位於意大利羅馬托特泰斯；千禧堂由教宗若望保祿二世命名，是天主教羅馬教區千禧計劃中「皇冠上的珍珠」。聖堂於1998年興建，並於2003年啟用。也是一個司鐸級樞機領銜聖堂。 

## 設計
仁慈天父堂是天主教羅馬教區在命名為千禧計劃中「皇冠上的明珠」，由美國著名設計師理查·麥爾所設計；聖堂於1998年開始興建，並於2003年落成及啟用。仁慈天父堂的設施主要分為聖堂和社區中心、陽台、娛樂中心及停車場四個部分。

## 建築特色
聖堂南面是由一個半徑一分為三而成的大型弧形預製混凝土牆，喻意天主聖三。這三個預製混凝土牆主要為聖堂減少建築物內的溫度變化而有效地利用能源；而在牆上含有的二氧化鈦是為了維持聖堂白色的外觀。
聖堂內部的北面採用石頭及木為原材料，以直線的牆身和南面弧形設型的牆身為場內音量形成相互作用；地板、祭壇及本堂神父的椅子都採用石頭作為材料；聖詠團位於聖堂的東面的閣樓；而西面則是利用玻璃崛起成一個半透明的屋頂，讓光線射進聖堂之內。

## 外部連結
- 千禧堂官方網頁 （页面存档备份，存于）
- 聖堂內外部的圖片集 （页面存档备份，存于）